# Comarca de Aoiz
La Comarca de Aoiz (Agoitzaldea en euskera) es una comarca y una subzona (según la Zonificación Navarra 2000) de la Comunidad Foral de Navarra (España), situada dentro de la zona de Pirineos. Esta comarca está formada por 8 municipios y forma parte de la Merindad de Sangüesa.

## Geografía física

### Situación
La comarca se encuentra situada en la parte centro-oriental de la Comunidad Foral de Navarra dentro de la zona geográfica denominada Montaña de Navarra, por ella discurre el curso medio del río Irati. La comarca tiene 354 km² de superficie y limita al norte con la comarca de Auñamendi, al este con la de Lumbier, al sur con la de Sangüesa y Tafalla y al oeste con la Cuenca de Pamplona.

## Municipios
La comarca de Aoiz está formada por 8 municipios, que se listan a continuación con los datos de población, superficie y densidad correspondientes al año 2017 según el INE.
| Municipio   | Población | Superficie | Densidad |
| ----------- | --------- | ---------- | -------- |
| Aoiz        | 2561      | 13,54      | 189.14   |
| Ibargoiti   | 247       | 54,34      | 4.55     |
| Izagaondoa  | 183       | 59,31      | 3.09     |
| Lónguida    | 303       | 90,85      | 3.34     |
| Lizoáin     | 295       | 65,53      | 4.5      |
| Monreal     | 479       | 22,61      | 21.19    |
| Unciti      | 217       | 37,31      | 5.82     |
| Urroz-Villa | 385       | 11,20      | 34.38    |

## Administración
Los municipios de la comarca están integrados en la Mancomunidad de Irati (antes Mancomunidad Zona 10), un ente local supramunicipal que gestiona el servicio de recogida y tratamiento de residuos urbanos.